# NANA CLIPS
『NANA CLIPS』（ナナ・クリップス）は、声優・歌手 水樹奈々のPVを収録した映像作品のタイトル。2019年3月20日までに計8作が発売されている。

## 概要
主な収録内容は、発表した各楽曲のミュージッククリップ（PV）やそのメイキング映像、シングル・アルバム・DVDなどの音楽作品のプロモーション用映像などである。
作品リスト
1. 『NANA CLIPS 1』（2003年1月22日）
2. 『NANA CLIPS 2』（2004年7月7日）
3. 『NANA CLIPS 3』（2006年1月18日）
4. 『NANA CLIPS 4』（2008年7月2日）
5. 『NANA CLIPS 5』（2010年10月27日）
6. 『NANA CLIPS 6』（2013年12月11日）
7. 『NANA CLIPS 7』（2016年4月6日）
8. 『NANA CLIPS 8』（2019年3月20日）

## NANA CLIPS 1
- 水樹奈々にとって初の映像作品（DVD）であり、1作目となるミュージッククリップ集。
- 2枚目のシングル『Heaven Knows』、4枚目のシングル『LOVE & HISTORY』から6枚目のシングル『suddenly 〜巡り合えて〜/Brilliant Star』までに収録された楽曲より全5曲を収録。
- デビューシングル『想い』と3枚目のシングル『The place of happiness』はPVが制作されていないため、未収録。
- 初回盤は特製スリーブジャケット仕様。

MUSIC CLIP
1. Heaven Knows
2. LOVE & HISTORY
3. POWER GATE
4. suddenly 〜巡り合えて〜
5. Brilliant Star

TV-CM
- Heaven Knows
- LOVE & HISTORY
- POWER GATE
- suddenly 〜巡り合えて〜
- MAGIC ATTRACTION

MAKING
- LOVE & HISTORY
- POWER GATE
- suddenly 〜巡り合えて〜

SPECIAL MOVIE
- NANA IN BALI

## NANA CLIPS 2
- ミュージッククリップ集としては2作目（映像作品では通算4作目）。
- 初回盤は特製スリーブジャケット仕様。
- 7枚目のシングル『New Sensation』から9枚目のシングル『パノラマ-Panorama-』までに収録された楽曲より全6曲を収録。
- 発売日が7月7日ということを、宣伝では強調していた。

MUSIC CLIP
1. New Sensation
2. still in the groove
3. 恋してる…
4. What cheer?
5. パノラマ-Panorama-
6. cherish

MAKING
- New Sensation
- still in the groove
- パノラマ-Panorama-

TV-SPOT
- NANA CLIPS 1
- NANA MIZUKI "LIVE ATTRACTION" THE DVD
- New Sensation
- still in the groove
- DREAM SKIPPER
- NANA MIZUKI LIVE SKIPPER COUNTDOWN THE DVD and more
- パノラマ-Panorama-

TV-CM
- OZAKI TV‐CM 15″
- OZAKI TV‐CM 30″
- イロメロミックス TV-CM 15″ type-A
- イロメロミックス TV-CM 15" type-B
- イロメロミックス TV-CM 30"

## NANA CLIPS 3
- ミュージッククリップ集としては3作目（映像作品では通算6作目）。
- シングル『SUPER GENERATION』と同時発売。
- 初回盤は特製スリーブジャケット仕様。
- 本作は、オリコン・週間シングルチャートにおいて、初のトップ10入りを果たした10thシングル『innocent starter』から自身の最高位を記録した12thシングル『ETERNAL BLAZE』までのシングル3作、アルバム『ALIVE & KICKING』より新曲1曲、シングルのカップリングより1曲、全5曲を収録。
- オリコンの週間音楽DVDチャート（2006年1月30日付）で初登場1位を獲得。これはシングル・アルバム・DVDを通じて自身初であるが、同時に声優の単独名義による作品がオリコンチャートで首位を獲得したのはこれが初めてであった。またオリコン集計において、DVDでは自身初の1万枚を突破した。

MUSIC CLIP
1. innocent starter
2. ミラクル☆フライト
3. WILD EYES
4. ETERNAL BLAZE
5. RUSH&DASH!

MAKING
- innocent starter
- ミラクル☆フライト
- WILD EYES
- ETERNAL BLAZE
- RUSH&DASH!

TV-CM
- NANA CLIPS 2
- innocent starter
- ALIVE & KICKING
- NANA MIZUKI LIVE RAINBOW 2004-2005
- NANA MIZUKI LIVE RAINBOW at BUDOKAN
- WILD EYES
- NANA MIZUKI LIVE ROCKET 2005 -summer-
- ETERNAL BLAZE（type A）
- ETERNAL BLAZE（type B）

## NANA CLIPS 4
ミュージッククリップ集としては4作目（映像作品では通算10作目）。2年半ぶりのリリースであるため、前作の後にリリースされた13thシングル『SUPER GENERATION』以降のシングル作品、アルバム『HYBRID UNIVERSE』、『GREAT ACTIVITY』、ベストアルバム『THE MUSEUM』、さらに発売時点での最新シングル『STARCAMP EP』収録曲の映像などを収録。これにより、ミュージッククリップだけでも全10曲（ボーナストラック含め全11曲）収録と、過去3作に比べて収録内容が大幅に増加している。
初回盤は特製スリーブジャケット仕様。
MUSIC CLIP
1. SUPER GENERATION
2. 残光のガイア
3. Justice to Believe
4. アオイイロ
5. Crystal Letter
6. SECRET AMBITION
7. MASSIVE WONDERS
8. Orchestral Fantasia
9. Astrogation
10. COSMIC LOVE
11. <Bonus Track> MASSIVE WONDERS（another edit）

MAKING
- 残光のガイア
- Justice to Believe
- アオイイロ
- Crystal Letter
- SECRET AMBITION
- MASSIVE WONDERS
- Orchestral Fantasia

TV-CM
- SUPER GENERATION
- NANA CLIPS 3
- HYBRID UNIVERSE
- NANA MIZUKI LIVEDOM 2006-BIRTH-
- NANA MIZUKI LIVEDOM AT BUDOKAN
- Justice to Believe
- THE MUSEUM（typeA）
- THE MUSEUM（typeB）
- SECRET AMBITION
- NANA MIZUKI LIVE MUSEUM×UNIVERSE
- MASSIVE WONDERS（typeA）
- MASSIVE WONDERS（typeB）
- GREAT ACTIVITY（typeA）
- GREAT ACTIVITY（typeB）
- STARCAMP EP（typeA）
- STARCAMP EP（typeB）
- NANA MIZUKI LIVE FORMULA at SAITAMA SUPER ARENA

SPECIAL FEATURE
- 水樹奈々本人によるオーディオコメンタリー

## NANA CLIPS 5
MUSIC CLIP
1. Trickster
2. DISCOTHEQUE
3. 深愛
4. 悦楽カメリア
5. 夢幻
6. PHANTOM MINDS
7. Silent Bible
8. ミュステリオン

BONUS CLIP
- 深愛（another edit）※未公開映像
- ミュステリオン（full version）※未公開映像
- 天空のカナリア（テイルズ オブ フェスティバル 2010＠パシフィコ横浜国立大ホール より）

MAKING MOVIE
- Trickster
- DISCOTHEQUE
- 深愛
- 夢幻
- PHANTOM MINDS
- ミュステリオン

TV-CM
- NANA CLIPS 4（type A）
- NANA CLIPS 4（type B）
- Trickster（type A）
- Trickster（type B）
- NANA MIZUKI LIVE FIGHTER（type A）
- NANA MIZUKI LIVE FIGHTER（type B）
- 深愛
- ULTIMATE DIAMOND（type A）
- ULTIMATE DIAMOND（type B）
- ULTIMATE DIAMOND（type C）
- 夢幻
- NANA MIZUKI LIVE DIAMOND×FEVER
- PHANTOM MINDS
- Silent Bible
- IMPACT EXCITER（type A）
- IMPACT EXCITER（type B）
- IMPACT EXCITER（type C）
- IMPACT EXCITER（type D）
- dwango×Trickster（type A）
- dwango×Trickster（type B）
- dwango×Trickster（type C）
- dwango×Trickster（type D）

特典映像
- 新宿コマ劇場座長公演「水樹奈々大いに唄う」完全版
  - 第一部
    - DISCOTHEQUE
    - Open Your Heart
    - Trinity Cross
    - Brilliant Star
    - Trickster

  - 第二部「歌姫華仕置 疾風の奈々参上!!」
    - 出演
      - 疾風の奈々：水樹奈々
      - マムシの彦蔵：杉田智和
      - 雀蜂のお陸：福圓美里
      - 赤目の陣八：小西克幸
      - 老中 近藤伊代守：鈴村健一
      - ナレーション：若本規夫

## NANA CLIPS 6
ミュージッククリップ集としては6作目（映像作品では通算18作目）。3年ぶりのリリースであるため、前作の後にリリースされた23枚目のシングル『SCARLET KNIGHT』以降のシングル作品、ベストアルバム『THE MUSEUM II』、アルバム『ROCKBOUND NEIGHBORS』、さらに発売時点での最新シングル『革命デュアリズム』収録曲の映像などを収録。
MUSIC CLIP
1. SCARLET KNIGHT
2. POP MASTER
3. 純潔パラドックス
4. Synchrogazer
5. METRO BAROQUE
6. BRIGHT STREAM
7. Lovely Fruit
8. Preserved Roses（Short Edit）
9. Vitalization
10. 革命デュアリズム

BOUNS CLIP
- 愛の星（宇宙戦艦ヤマト2199特別編集版）

MAKING MOVIE
- SCARLET KNIGHT
- 純潔パラドックス
- Synchrogazer
- BRIGHT STREAM
- Lovely Fruit
- Vitalization
- 革命デュアリズム

TV-CM
- NANA CLIPS 5
- NANA MIZUKI LIVE GAMES×ACADEMY（type A）
- NANA MIZUKI LIVE GAMES×ACADEMY（type B）
- SCARLET KNIGHT（type A）
- SCARLET KNIGHT（type B）
- POP MASTER
- SCARLET KNIGHT+POP MASTER（type A）
- SCARLET KNIGHT+POP MASTER（type B）
- 純潔パラドックス（type A）
- 純潔パラドックス（type B）
- NANA MIZUKI LIVE GRACE -ORCHESTRA-
- THE MUSEUM II（type A）
- THE MUSEUM II（type B）
- THE MUSEUM II（type C）
- THE MUSEUM II（type D）
- THE MUSEUM II（type E）
- Synchrogazer（type A）
- Synchrogazer（type B）
- Synchrogazer（type C）
- NANA MIZUKI LIVE CASTLE×JOURNEY（type A）
- NANA MIZUKI LIVE CASTLE×JOURNEY（type B）
- TIME SPACE EP（type A）
- TIME SPACE EP（type B）
- BRIGHT STREAM
- ROCKBOUND NEIGHBORS（type A）
- ROCKBOUND NEIGHBORS（type B）
- ROCKBOUND NEIGHBORS（type C）
- ROCKBOUND NEIGHBORS（type D）
- ROCKBOUND NEIGHBORS（type E）
- ROCKBOUND NEIGHBORS（type F）
- NANA MIZUKI LIVE GRACE -OPUS II-×UNION（type A）
- NANA MIZUKI LIVE GRACE -OPUS II-×UNION（type B）
- NANA MIZUKI LIVE GRACE -OPUS II-×UNION（type C）
- NANA MIZUKI LIVE GRACE -OPUS II-×UNION（type D）
- Vitalization（type A）
- Vitalization（type B）
- 革命デュアリズム（type A）
- 革命デュアリズム（type B）
- 革命デュアリズム（type C）
- 革命デュアリズム（type D）
- 革命デュアリズム（type E）
- 革命デュアリズム（type F）
- 革命デュアリズム（type G）
- 革命デュアリズム（type H）

SPECIAL FEATURE
- 両国国技館座長公演「水樹奈々大いに唄う 参」 
  - 第1部

  1. Lovely Fruit
  2. COSMIC LOVE
  3. SECRET AMBITION
  4. Get my drift?
  5. Happy☆Go-Round!

  - 第2部「光圀-meet, come on!-」
    - 作・演出：浅沼晋太郎
    - 出演
      - 徳川光圀：水樹奈々
      - 佐々木助三郎：保村真
      - 渥美格之進：小西克幸
      - 八兵衛：杉田智和
      - お銀：沢城みゆき
      - 弥七：浅沼晋太郎
      - 松本源太郎左衛門：松本保典
      - 紅：名塚佳織
      - シロガネ：宮野真守
      - おはね：福圓美里
      - ひかりの姫宮：能登麻美子
      - 語り：槇大輔

## NANA CLIPS 7
ミュージッククリップ集としては7作目（映像作品では通算23作目）。10thアルバム『SUPERNAL LIBERTY』以降のシングル作品、さらに発売時点での最新アルバム『SMASHING ANTHEMS』収録曲の映像などを収録。通算7作目のクリップ集かつミュージッククリップ制作本数が50本に達したことを記念して、ファンによる人気投票で1位となった未ミュージッククリップ化楽曲の新規ミュージッククリップを制作して収録する。この他、TV-CM集には本人出演の愛媛銀行となか卯のCMも収録する。
MUSIC CLIP
1. アパッショナート
2. 禁断のレジスタンス
3. エデン
4. Angel Blossom
5. Exterminate
6. SUPER☆MAN

BONUS CLIP
- Pray（新規制作ミュージッククリップ）
- エデン（another edit）

MAKING
- アパッショナート
- 禁断のレジスタンス
- エデン
- Angel Blossom
- Exterminate
- SUPER☆MAN
- Pray

TV-CM
- NANA CLIPS 6（type A）
- NANA CLIPS 6（type B）
- SUPERNAL LIBERTY（type A）
- SUPERNAL LIBERTY（type B）
- NANA MIZUKI LIVE CIRCUS×CIRCUS+×WINTER FESTA（type A）
- NANA MIZUKI LIVE CIRCUS×CIRCUS+×WINTER FESTA（type B）
- 禁断のレジスタンス（type A）
- 禁断のレジスタンス（type B）
- エデン（type A）
- エデン（type B）
- エデン（type C）
- エデン（type D）
- エデン（type E）
- NANA MIZUKI LIVE FLIGHT×FLIGHT+（type A）
- NANA MIZUKI LIVE FLIGHT×FLIGHT+（type B）
- Angel Blossom
- NANA MIZUKI LIVE THEATER -ACOUSTIC-（type A）
- NANA MIZUKI LIVE THEATER -ACOUSTIC-（type B）
- Exterminate（type A）
- Exterminate（type B）
- SMASHING ANTHEMS（type A）
- SMASHING ANTHEMS（type B）
- SMASHING ANTHEMS（type C）
- SMASHING ANTHEMS（type D）
- SMASHING ANTHEMS（type E）
- NANA MIZUKI LIVE ADVENTURE（type A）
- NANA MIZUKI LIVE ADVENTURE（type B）

BONUS CM
- 愛媛銀行「水樹奈々 紙飛行機 篇」
- 愛媛銀行「ひめぎんスマホ口座 篇」
- なか卯「2015うなまぶしフフフ編」

SPECIAL FEATURE
- 国立代々木競技場第一体育館座長公演“水樹奈々大いに唄う 四”
  - 第1部

  1. SUPER☆MAN
  2. Clutch!!
  3. ブランブル
  4. 純潔パラドックス
  5. PHANTOM MINDS

  - 第2部「新説・桃太郎英雄譚」
    - 作・演出：浅沼晋太郎
    - 出演
      - 桃太郎：水樹奈々
      - 犬：保村真
      - 猿：杉田智和
      - キジ：名塚佳織
      - 金太郎：小西克幸
      - 一寸法師：福圓美里
      - くま：浅沼晋太郎
      - おじいさん：松本保典
      - 黒鬼（フック船長）：置鮎龍太郎
      - 少年（ピーター・パン）：沢城みゆき
      - 浦島太郎：中村悠一
      - 乙姫：五十嵐麗

## NANA CLIPS 8
ミュージッククリップ集としては8作目（映像作品では通算29作目）。34枚目のシングル『STARTING NOW!』から38枚目のシングル『NEVER SURRENDER』までの5作、ベストアルバム『THE MUSEUM III』、アルバム『NEOGENE CREATION』収録曲の映像に加え、「絶対的幸福論（another ver.）」を収録。この他、TV-CM集には本人出演の愛媛銀行となか卯のCMも収録する。
MUSIC CLIP
1. STARTING NOW!
2. 絶対的幸福論
3. Destiny's Prelude
4. TESTAMENT
5. 粋恋
6. WHAT YOU WANT
7. NEVER SURRENDER

BONUS CLIP
- 絶対的幸福論（another ver.）

MAKING
- STARTING NOW!
- 絶対的幸福論
- Destiny’s Prelude
- TESTAMENT
- 粋恋
- WHAT YOU WANT
- NEVER SURRENDER

TV-CM
- NANA CLIPS 7（type A）
- NANA CLIPS 7（type B）
- STARTING NOW!（type A）
- LIVE GALAXY
- NEOGENE CREATION（type A）
- NEOGENE CREATION（type B）
- NEOGENE CREATION（type C）
- NEOGENE CREATION（type D）
- LIVE PARK×MTV Unplugged
- Destiny’s Prelude+TESTAMENT（type A）
- Destiny’s Prelude+TESTAMENT（type B）
- Destiny’s Prelude+TESTAMENT（type C）
- Destiny’s Prelude（type A）
- Destiny’s Prelude（type B）
- TESTAMENT（type A）
- TESTAMENT（type B）
- LIVE ZIPANGU×出雲大社御奉納公演～月花之宴～（type A）
- LIVE ZIPANGU×出雲大社御奉納公演～月花之宴～（type B）
- THE MUSEUM III（type A）
- THE MUSEUM III（type B）
- THE MUSEUM III（type C）
- LIVE GATE（type A）
- LIVE GATE（type B）
- WANDER QUEST EP（type A）
- WANDER QUEST EP（type B）
- NEVER SURRENDER（type C）
- NEVER SURRENDER（type D）

BONUS CM
- 愛媛銀行「アカペラ青空」篇
- 愛媛銀行「アカペラ青空(大好き愛媛銀行)」篇
- 愛媛銀行「すべてはお客さまのために」篇
- 愛媛銀行「頑張るあなたを応援します」篇
- 愛媛銀行「その未来をナナ色に」篇
- なか卯「2016 うなまぶし やってるよ」篇
- なか卯「2017 親子丼増量」篇
- なか卯「2018 親子丼と小うどん冷やし」篇
- なか卯「2018 親子丼と小うどんはいから」篇
- ハタダ栗タルト「手作りの想い（贈る側）」11切れ篇
- ハタダ栗タルト「手作りの想い（贈られる側）」個包装篇